# Partíció (számelmélet)
A számelméletben egy szám partíciójának természetes számok összegére való felbontását nevezzük. Figyelembe vesszük az egy tagból álló összeget is. Két partíció azonos, ha azok csak a tagok sorrendjében térnek el.
Így 5 partíciói: 1+1+1+1+1 = 2+1+1+1 = 3+1+1 = 2+2+1 = 4+1 = 3+2 = 5.

## Speciális partíciókra vonatkozó tételek
- Az n szám r-nél nem több tagú partícióinak száma megegyezik n azon partícióinak számával, ahol minden tag legfeljebb r nagyságú.
- Az n szám pontosan m tagú partícióinak száma megegyezik az n-m szám m-nél nem több tagú partícióinak számával.
- Az n különböző tagokra való partícióinak száma megegyezik n páratlan sok tagú partícióinak számával.
- (Ötszögszámok tétele) Ha {\displaystyle n\neq {\frac {3k^{2}\pm k}{2}}}, akkor n páratlan sok tagból álló partícióinak száma megegyezik páros sok tagból álló partícióinak számával.

## Adott számú tagra való bontás
Jelölje {\displaystyle p_{k}(n)} n k tagra való felbontásainak számát.
Ekkor
{\displaystyle p_{k}(n)=\sum _{s=1}^{k}p_{s}(n-k).}
Nyilván {\displaystyle p_{1}(n)=1} és {\displaystyle p_{2}(n)=\lfloor n/2\rfloor }.
Generátorfüggvényekkel elegánsan megadhatjuk {\displaystyle p_{3}(n)} értékét.
Jelölje {\displaystyle a_{3}(n)} n olyan 3 tagra való felbontásainak a számát, ahol 0-t is megengedjük összeadandóként. Nyilván {\displaystyle a_{3}(n)=p_{3}(n+3)} és
A jobb oldal így bontható parciális törtekre:
ahol {\displaystyle \omega =-1/2+{\sqrt {3}}i/2}. A sorok együtthatóit egyenlővé téve
adódik. Mivel a három utolsó tag összege legfeljebb
azt kapjuk, hogy {\displaystyle p_{3}(n)} értéke az {\displaystyle n^{2}/12}-höz legközelebb eső egész szám, másképpen {\displaystyle \lfloor (n^{2}+6)/12\rfloor }.
Általában minden k-ra teljesül a
aszimptotika.

## A partíciók száma
Az n szám partícióinak számát p(n)-nel jelöljük. A fentiek szerint p(5)=7.
Legyen p(0)=1.
Ekkor p(n) generátorfüggvénye
Rámánudzsan számos oszthatósági relációt igazolt p(n)-re, például, hogy
{\displaystyle p(5m+4)\equiv 0{\pmod {5}}}
{\displaystyle p(7m+5)\equiv 0{\pmod {7}}}
{\displaystyle p(11m+6)\equiv 0{\pmod {11}}}
p(n)-re aszimptotikát először 1918-ban adott G. H. Hardy és Rámánudzsan. Belátták, hogy
Bizonyításuk komplex függvénytant használt. Elemi bizonyítást adtak arra a sokkal gyengébb állításra, hogy {\displaystyle \log p(n)\sim \pi {\sqrt {2n/3}}}. Erdős 1942-ben megmutatta, hogy elemi módszerekkel sokkal tovább lehet jutni: igazolni lehet, hogy
valamilyen pozitív {\displaystyle a}-ra. Erdős és Lehmer azt is igazolta, hogy tetszőleges valós x-re azon partíciók száma, amelyek kevesebb, mint
tagot tartalmaznak, tart
-hoz.

## Partíciószám számító algoritmus
Jelölje P2(n,k) n azon partícióinak számát, amelyben minden elem legfeljebb k.
Ekkor a következő összefüggések teljesülnek:
• P2(1,k) = 1,P2(n,1) = 1
• P2(n,n) = 1+P2(n,n−1)
• P2(n,k) = P2(n,n) ha n < k
• P2(n,k) = P2(n,k−1)+P2(n−k,k) ha k < n
• A megoldás: P(n) = P2(n,n)
PARTÍCIÓ(n)
Return P2(n,n)
P2(n,k)
If (k=1) Or (n=1) return 1
If k>=n return P2(n,n-1)+1
return P2(n, k-1)+P2(n-k, k)